# 1. symfoni (Mahler)
 For alternative betydninger, se Symfoni nr. 1. (Se også artikler, som begynder med Symfoni nr. 1)
1. symfoni i D-dur af Gustav Mahler, kaldet Titan. Den er skrevet mellem 1884 og 1888, mens Mahler var dirigent for Leipzig Opera. Den blev førsteopført i Budapest, Østrig-Ungarn i 1889, men blev ikke synderligt vel modtaget.[kilde mangler] Derfor lavede Mahler adskillelige ændringer til anden-opførslen i Hamborg i 1893, og igen da symfonien blev trykt for første gang i 1898.
Symfonien har fire satser:
1. Langsam, Schleppend – Immer sehr gemächlich
2. Kräftig bewegt
3. Feierlich und gemessen, ohne zu schleppen
4. Stürmisch bewegt

3. sats indeholder en sørgemarch, der er en variation over den kendte børnesang, Mester Jakob.

## Orkestrering
Mahlers forslag til orkestreringen.
Instrumenterne i parentes indikerer at musikerne spiller flere intrumenter; (4 fløjter (2 Piccolofløjter) betyder f.eks. at to af fløjtenisterne skifter til piccolofløjte i visse passager)
- 4 fløjter (2 piccolofløjter)
- 4 oboer (engelskhorn)
- 3 klarinetter (1 basklarinet+Es-klarinet)
- 3 fagotter (1 kontrafagot)
- 7 Horn
- 5 trompeter
- 4 basuner
- 1 tuba
- 2 sæt pauker
- Slagtøj
  - Stortromme - med fastgjort bækken i 3. sats
  - Bækkener
  - Triangel
  - Tamburin
  - Tam tam
- Harpe
- Strygere